# Kosmoi
Kosmoi (altgriechisch κόσμοι kósmoi; Singular: κόσμος kósmos ‚staatliche Ordnung, Verfassung‘) waren in manchen antiken griechischen Stadtstaaten (Poleis) die auf ein Jahr gewählten politischen Leiter der Bürgergemeinde. Gewählt wurden in archaischer, klassischer, hellenistischer und römischer Zeit (8./7. Jahrhundert v. Chr. – 4. Jahrhundert n. Chr.) von den wahlberechtigten Bürgern drei bis zehn kosmoi als oberste Beamte der Stadt. Die kosmoi bildeten neben dem Rat (βουλή boulē) und der Volksversammlung (ἐκκλησία ekklesía) die dritte politische Institution eines Stadtstaats.
Das Institut der kosmoi war besonders im dorisch beeinflussten Kreta vertreten. Die kosmoi stammten für je ein Jahr aus einer der drei oder vier Phylen des Stadtstaates und rekrutierten sich aus der aristokratischen Schicht der Polis, jeder kosmos konnte nur nach einer gewissen Spanne von Jahren wiedergewählt werden. Ursprünglich waren die Beamten für die Aufstellung des Heeres zuständig, doch erweiterte sich der Aufgabenbereich und umfasste neben Kriegführung Rechtsprechung, Finanzen und Kult. So sind aus Kreta der hiarorgos für die Kulthandlungen, der titas für die Geldstrafen oder der agoranomos für den Markt als kosmoi belegt. Im Kreta der römischen Zeit (ab 67 v. Chr.) wurde das Institut der kosmoi den römischen Verhältnissen angepasst, zumal nun die militärischen Einrichtungen wegfielen und die aristokratische Ordnung einer oligarchischen wich. Entsprechend den römischen duoviri und ihren zwei aediles standen nun vier kosmoi an der Spitze der Polis. Der Vorsitzende des Gremiums hieß protokosmos.